# Stilübungen (Queneau)
Stilübungen. Autobus S ist der Titel der 1961 erschienenen deutschen Übersetzung von Raymond Queneaus Prosawerk Exercices de Style. Das 1947 zuerst auf Französisch veröffentlichte Buch gehört zur potentiellen Literatur, und wird heute im Umfeld der Oulipo als wichtiges Werk der „littérature combinatoire“ gewertet.

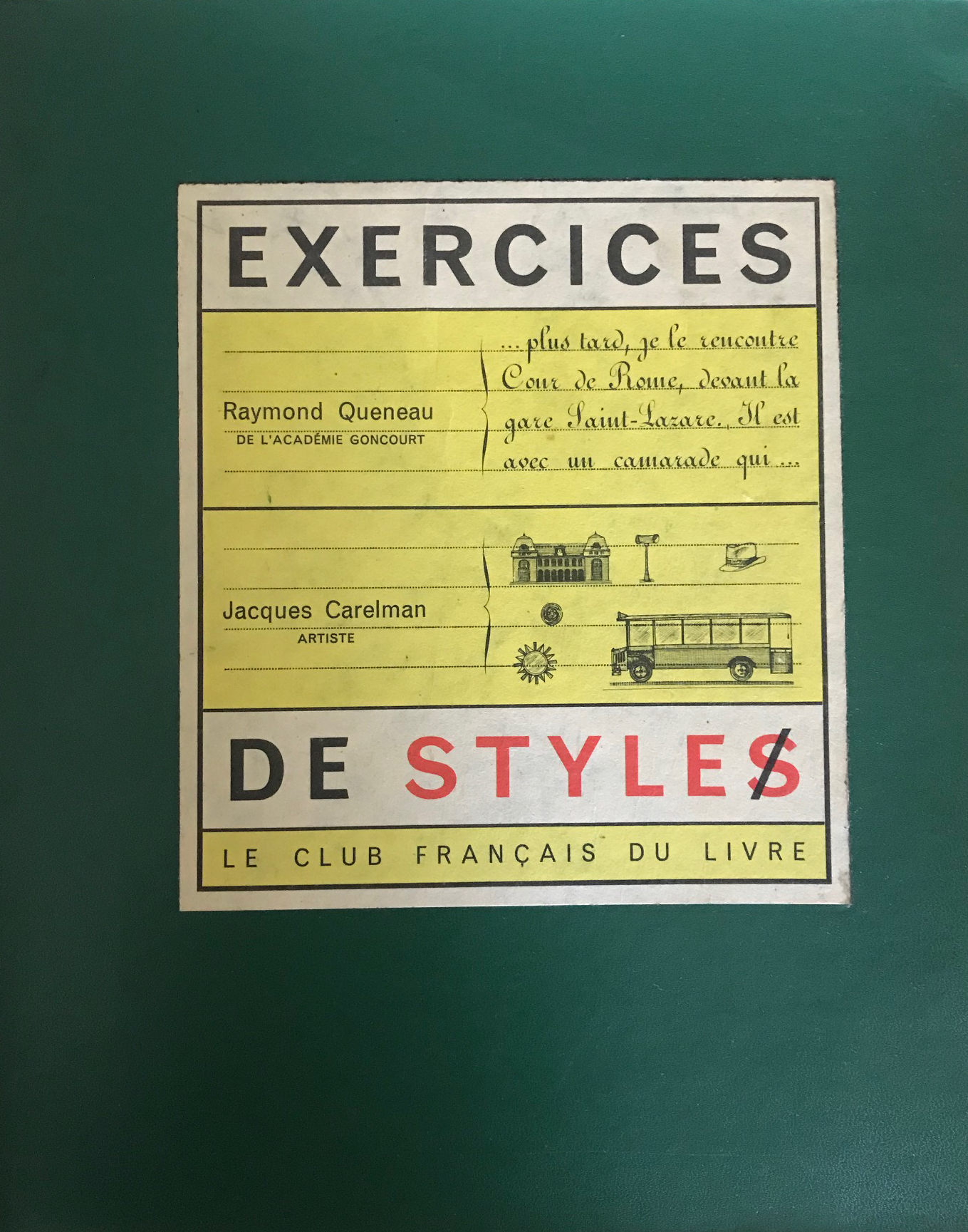
Buchdeckel der Édition du Club Français du Livre (1964)

## Entstehung
Die ersten zwölf „Übungen“ schrieb Queneau im Mai 1942 unter dem Titel Dodécaèdre, benannt nach der gleichnamigen geometrischen Form. Obwohl diese nicht zu Veröffentlichung angenommen wurden, arbeitete Queneau an weiteren Variationen. Zwischen 1943 und 1945 erschienen 46 „Übungen“ in den Zeitschriften Messages, Fontaine und La terre n’est pas une vallée de larmes. Am 28. April 1947 erfolgte die Buchveröffentlichung bei Éditions Gallimard in der Collection Blanche. Dort erklärte Queneau im Vorwort, von Johann Sebastian Bachs Kunst der Fuge inspiriert gewesen zu sein. Darüber hinaus wurden von der Literaturanalyse die Stilübungen im Rhetorikratgeber De Duplici Copia Verborum ac Rerum (1512f) von Erasmus als mögliche Inspiration genannt. 1963 veröffentlichte Gallimard zusammen mit dem Club français du livre eine 2. Auflage, der 99 „Exercices de style typographiques“ von Robert Massin und 45 „Exercices de style parallèles peints, dessinés ou sculptés“ von Jacques Carelman beigefügt sind. Für diese Auflage hat Queneau zudem einige Übungen ausgetauscht. Die Ausgabe von 1973 gilt nach weiteren Änderungen als finale Fassung des Buches.

## Inhalt
In der Pariser Autobuslinie S beschwert sich ein mittzwanzigjähriger „Zazou“ mit weinerlicher Stimme bei seinem älteren Nachbarn, dass dieser andere Passagiere anrempele. Zwei Stunden später ist der Mittzwanziger an der Gare Saint-Lazare, wo ihm jemand rät, er solle sich einen weiteren Knopf an seinen Mantel nähen lassen.

Diese banal wirkende, auf einer halben Seite beschriebene Szene wird anschließend 99 mal variiert, also in verschiedenen Genres, Stilen und Varietäten wiedergegeben, u. a. in folgenden Formen:
- Apokopen
- Alexandriner
- Amtlicher Brief
- Anagramme
- Anglizismen
- Antonymisch
- Aphäresis
- Apostrophe
- Beiseitesprechen
- Beleidigend
- Botanisch
- Freie Verse
- Gastronomisch
- Geometrisch
- Homophonisch
- Homöoteleuton
- Interjektionen
- Komödie
- Klappentext
- Lautmalereien
- Litotes
- Lipogramm
- Logische Analyse
- Mengenmathematisch
- Medizinisch
- Metaphorisch
- Ode
- Parteiisch
- Permutationen
- Philosphisch
- Polyptoton
- Porträt
- Gegenwart
- Vergangenheit
- Preziös
- Probabilistisch
- Prognose
- Rückwärts
- Sonett
- Synkopen
- Taktil
- Tanka
- Traum
- Telegramm
- Ungeschickt
- Ungezwungen
- Verhör
- Visuell
- Vollendete Gegenwart
- Wortkomposition
- Zoologisch

## Ausgaben (Auswahl)
- Exercices de Style, Éditions Gallimard, Paris 1947; Exercices de Style. Édition augmentée de textes inédites, Éditions Gallimard (Folio), Paris 2012, ISBN 978-2-07-044712-1.
  - Exercices de style, Hörbuch gelesen von Schauspielern der Comédie-Française, Sodis, Paris 2008 ISBN 978-2-07-012191-5.

### Übersetzungen
- „Stilübungen. Autobus S“, Deutsch von Ludwig Harig und Eugen Helmlé, Suhrkamp, Frankfurt 1961.
- „Stilübungen“ erweiterte Neuübersetzung von Frank Heibert und Hinrich Schmidt-Henkel: Suhrkamp, Frankfurt 2016 ISBN 978-3-518-22495-3.[A 5]

Das Buch wurde in mehr als 30 Sprachen übersetzt. Zu den frühesten gehören neben der Deutschen u. a.:
- Exercises in Style, ins Englische von Barbara Wright (1958)
- De Exercices de style, ins Niederländische von Rudy Kousbroek (1978)
- Esercizi di stile, ins Italienische von Umberto Eco (1983)
- Ασκήσεις ύφους, ins Griechische von Achilléas Kyriakídes (1984)
- Stylistická cvičení, ins Tschechische von Patrik Ouředník (1985)
- Stilekzercoj, ins Esperanto von István Ertl (1986)
- Stilske vežbe, ins Serbische von Danilo Kiš (1986)
- Stilövningar, ins Schwedische von Lars Hagström (1987)
- Stílusgyakorlatok, ins Ungarische von Róbert Bognár (1988)
- Exercicis d'estil, ins Katalanische von Annie Bast und Ramon Lladó (1989)

### Theater
- Exercice de style, UA 1949, La Rose rouge (Paris), Regie: Yves Robert.
  - „Stilübungen Autobus S“, übersetzt von Ludwig Harig und Eugen Helmlé, EA 1965, Forum-Theater Berlin, Regie: Paul Vasil.

### Deutschsprachige Hörspielbearbeitungen
- 1957: Stilübungen – Übersetzung: Ludwig Harig, Eugen Helmlé; Regie: Otto Düben (Saarländischer Rundfunk)[7]
- 1976: Stilübungen – Regie: Ulrich Lauterbach (Hessischer Rundfunk)[8]
- 2006: Stilübungen – Übersetzung: Ludwig Harig, Eugen Helmlé; Regie: Harald Krewer (Österreichischer Rundfunk)[9]

## Nachwirkung vonExercices de Style
Queneaus Exercices de Style inspirierte zahlreiche Repliken – von Pastichen und Hommagen bis Parodien u. a.:
- Colin Crumplin, Hommage a Queneau, Anthony Stokes, London 1977. – Reproduktion seines Zeichnungszyklus (1972–1975), der eine Kaffeetasse in 100 Variationen zeigt.[10]
- Ferit Edgü, Yazmak Eylemi: Bir Toplumsal Siyasal Olay Üzerine 101 Çeşitleme (Akt des Schreibens: 101 Variationen über ein gesellschaftlich-politisches Ereignis), 1980; 2022, ISBN 978-605-185-760-2. – Edgü erzählt in 101 Variationen davon, dass am 14. Februar 1980 aufgrund einer Aktion der Gruppe „Devrimci“ (Revolutionäre) in vielen Istanbuler Bezirken die Läden nicht öffnen.
- Bernard Demers, Les Nouveaux Exercices de style. Quelques variations sur un thème de Raymond Queneau, Le Pré aux Clercs, Paris 1991 ISBN 978-2-7144-2663-5.
- Lucien d'Azay (Hrsg.), Nouveaux exercices de style, Climats, Castelnau-le-Lez 1996, ISBN 2-84158-030-X. – Pastichen von Alphonse Boudard, Marguerite Duras, Jean Echenoz, J.M.G. Le Clézio, Patrick Modiano, Pascal Quignard, Françoise Sagan, Jorge Semprún und Philippe Sollers.
- Stéphane Tufféry, Le style, mode d'emploi, CyLibris, 1999. – 99 ‚neue‘ Varianten von Exercices de style u. a. im Stil von Honoré de Balzac, Gustave Flaubert, Victor Hugo, Jules Verne, Marcel Proust, Albert Camus, Georges Perec, Italo Calvino und Marguerite Duras sowie verschiedener textender Professionen u. a. Journalist, Rapper und Informatiker.
- Hervé Le Tellier, Joconde jusqu'à cent : 99 (+1) points de vue sur Mona Lisa, Le Castor astral, Bègles 1998, ISBN 2-85920-329-X. – Der Oulipo-Autor Le Tellier beschreibt in dieser humorvollen Hommage 100 Perspektiven auf Leonardo da Vincis Ölgemälde Mona Lisa.
- Matt Madden, 99 Ways to Tell a Story: Exercises in Style, Chamberlain Bros., New York, 2005 ISBN 978-1-59609-078-1.
- Eike Rupp, Stilübungen. Eine typografische Interpretation nach den Texten von Raymond Queneau, Diplomarbeit: Hochschule Mannheim, 2008, online auf: monoskop.org (6. September 2013), abgerufen am 10. Februar 2025.
- Marcus Kraft, "Stilübungen – visuelle Interpretationen", Diplomarbeit: HGK Basel, 2006, Beispielbilder in: Julia Kahl, "Stilübungen – visuelle Interpretationen", auf: slanted.de (24. Mai 2007), abgerufen am 10. Februar 2025.
- José Evangelista komponierte 1997 einen Liedzyklus "Exercises de style" für Piano und Gesang mit Texten aus Queneaus Buch.[11][12]
- Bethany Brownholtz, Exercises in Style: 21st Century Remix, College of Liberal Arts & Social Sciences Theses and Dissertations (Paper 138), DePaul University, 2013, online auf: researchgate.net (1. März 2013), abgerufen am 10. Februar 2025. – Brownholtz' Fokus liegt auf Stilvarianten, die nach Queneaus Erstveröffentlichung entstanden sind.
- Cristina Videira Lopes, Exercises in Programming Style, Chapman and Hall/CRC, New York 2015, ISBN 978-0-367-35020-8. – Angelehnt an Queneaus Idee[13] präsentiert Lopes 40 Beispielprogramme in verschiedenen Programmierstilen zum Lösen einer einfachen Termfrequenzaufgabe.
- Philip Ording, 99 Variations on a Proof, Princeton University Press, 2019 – dt.: 99 Variationen eines Beweises. Spielarten der Mathematik, Carl Hanser, München 2022, ISBN 978-3-446-26405-2. Inspiriert von Queneau[14] beweist Ording auf 99 verschiedenen Wegen die Lösungen einer kubischer Gleichung.
- Hans-Jürgen Lenhart, Warten auf Queneau: Hommage an die »Stilübungen«, mit Illustrationen von Annette Harnecker, Axel Dielmann Verlag, Frankfurt/M. 2024 ISBN 978-3-86638-322-7.